# Banjer
Banjer (cyr. Бањер) – wieś w Bośni i Hercegowinie, w Federacji Bośni i Hercegowiny, w kantonie sarajewskim, w gminie Ilijaš. W 2013 roku liczyła 5 mieszkańców, z czego większość stanowili Boszniacy.

## Położenie
Wieś położona jest w odległości około 6 km na północny zachód od stolicy gminy- Ilijaš i około 25 km na północny zachód od Sarajewa. W odległości około 1 km przebiega autostrada A1, będąca częścią trasy europejskiej E73.

## Klimat
Miejscowość położona jest w strefie klimatu umiarkowanego przejściowego między klimatem kontynentalnym a śródziemnomorskim. Charakterystycznymi cechami tego klimatu są bardzo mroźne zimy i upalne lata. Dodatkowo zimą występują bardzo silne wiatry.

## Demografia
W 1991 roku wieś zamieszkiwało 19 osób, w tym 11 Serbów, 7 osób deklarujących przynależność do Muzułmanów z narodowości i 1 osoba, której narodowości nie określono. Od 1961 roku następowały następujące zmiany liczby ludności wsi Banjer:
| Rok             | 1961 | 1971 | 1981 | 1991 |
| Liczba ludności | 276  | 192  | 100  | 19   |